# Кроуфорд, Джек (автогонщик)
Карлтон Джектон «Джек» Кроуфорд (род. 2 мая 2005, Шарлотт, Северная Каролина, США) — американский автогонщик. В сезоне 2025 года выступает в Формуле-2 за команду DAMS.

## Карьера
Джек Кроуфорд занимался картингом с 2007 по 2019 год.
После победы на Открытом чемпионате США в сезоне 2019 года и национальном чемпионате F2000 Кроуфорд в сезоне 2020 года Джек принял участие в итальянском и немецком чемпионатах Формулы-4. В немецкой Формуле-4 Кроуфорд стал вторым в личном зачёте после Джонни Эдгара. С 2020 по 2023 год Джек являлся участником программы Red Bull Junior Team.
В сезонах 2021—2022 годов принимал участие в Формуле-3. На второй сезон Кроуфорд занял седьмое место в личном зачёте.
Джек также принимал участие в Открытом чемпионате Евроформулы в сезоне 2021 года, где занял третье место в общем зачёте, и в Азиатском чемпионате Формулы-3 в сезоне 2022 года.
С сезона 2023 года Кроуфорд выступает в Формуле-2 за команду Hitech Grand Prix. Джек выиграл спринтерскую гонку на Ред Булл Ринге. В 2024 году стал гонщиком молодёжной программы Aston Martin.
В сезоне 2024 года Джек выступал за DAMS в Формуле-2, заняв пятое место в личном зачёте.